# Neuer Packhof (Magdeburg)

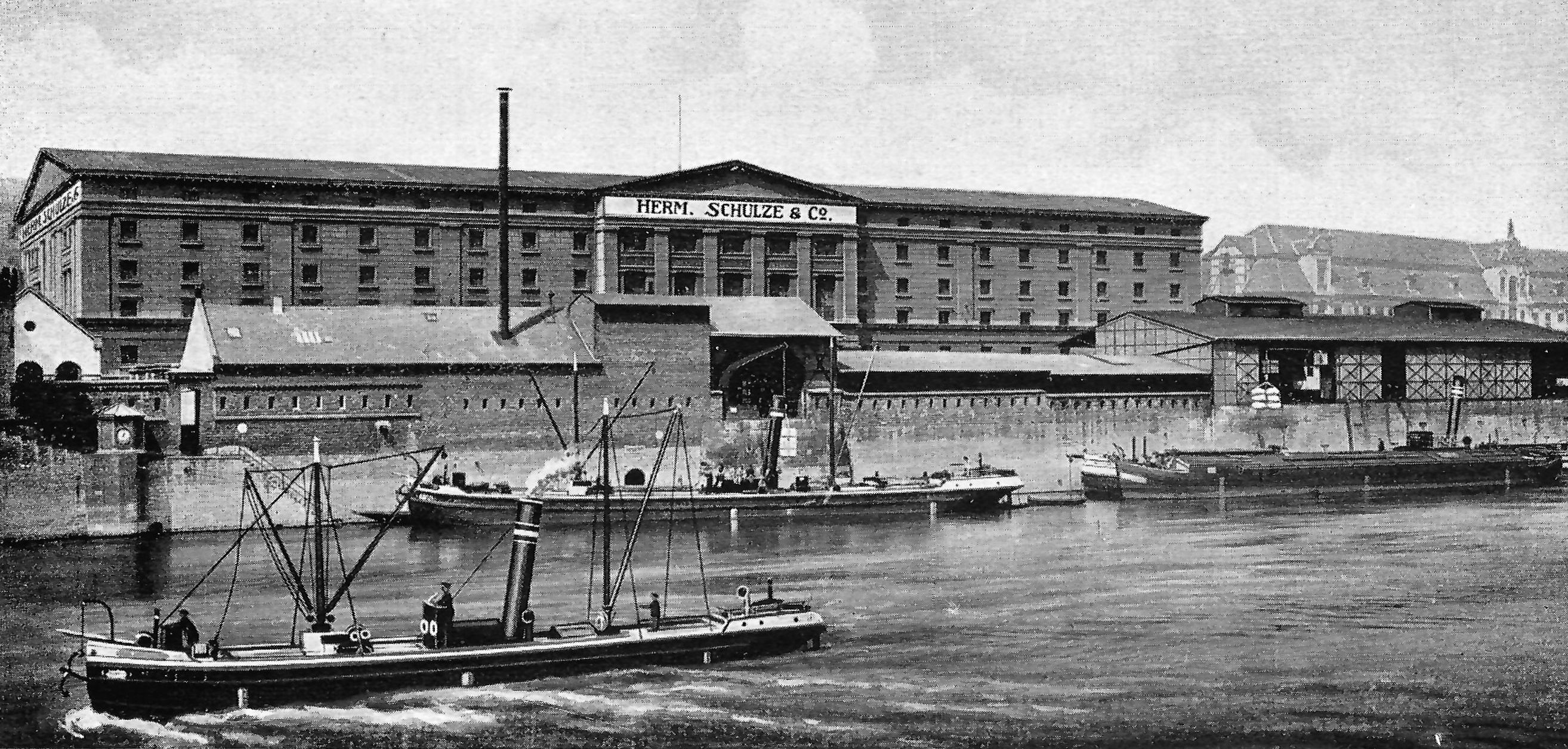
Blick von Osten über die Elbe in den 1920er Jahren

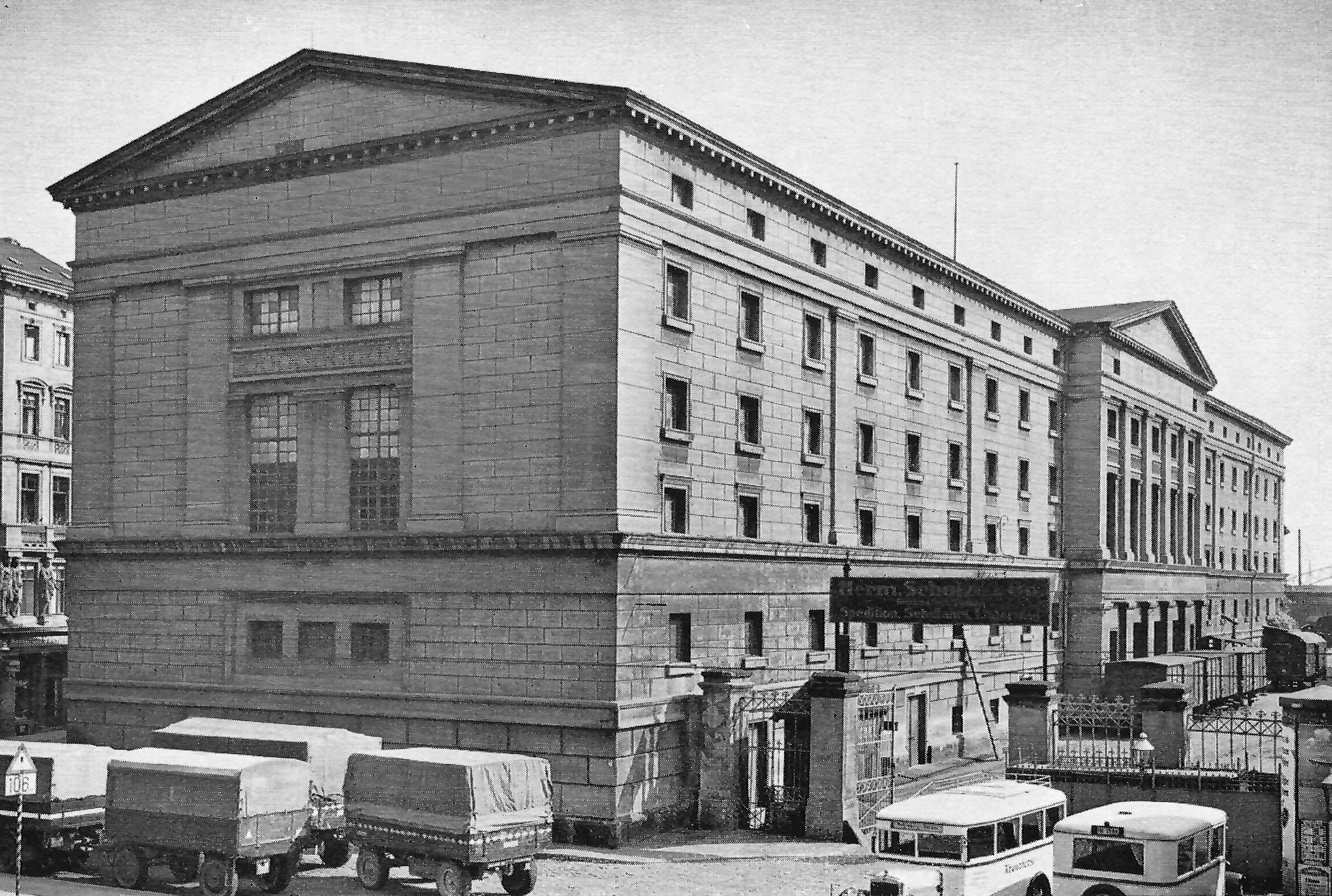
1930er Jahre

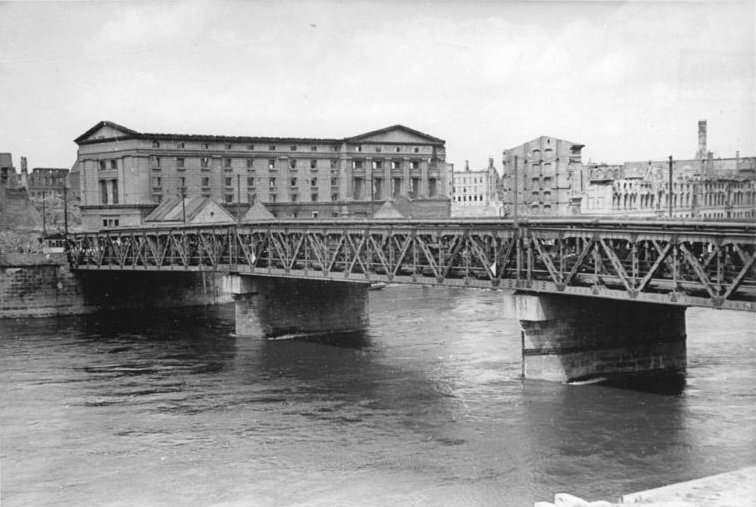
Blick im Jahr 1949 über die Behelfsbrücke über die Elbe, im Hintergrund die Ruine des Neuen Packhofs

Der Neue Packhof war ein Lagerhaus in Magdeburg im heutigen Sachsen-Anhalt. Es wurde während des Zweiten Weltkriegs zerstört und gilt als verloren gegangenes Baudenkmal.

## Lage
Es befand sich in der Magdeburger Altstadt langgestreckt am linken Elbufer an der Adresse Werftstraße 39, nördlich der Strombrücke. Nördlich des Gebäudes befand sich der Alte Packhof.

## Architektur und Geschichte
Vor der Zerstörung Magdeburgs im Jahr 1631 befand sich an dieser Stelle der städtische Pulverhof, in dem für die Stadt benötigtes Schießpulver hergestellt wurde. Für 1652/53 ist belegt, dass der Vorfließer Hans Hiecks hier wohnte. Mit der veränderten Situation Magdeburgs war ein städtischer Pulverhof dann nicht mehr sinnvoll, so dass er aufgegeben wurde. Der Platz war dann ungenutzt. In der Zeit um 1690 begann Tapetenmacher und Färber Pierre Gandille auf dem Gelände eine Fabrik zu bauen, die 1717 fertiggestellt war. Es handelte sich um die erste Fabrik im heutigen Sinne in der Stadt Magdeburg. Der Zugang zur Fabrik erfolgte vom Knochenhauerufer 21 aus. Gandille selbst verstarb bereits 1717. Seine Erben verkauften den Bau 1742 an die Stadt Magdeburg, die dort ein Armenhaus einrichtete. Im Jahr 1745 wurde ein weites Gebäude hinzugefügt. Der Gebäudekomplex bestand dann aus drei sehr großen Gebäuden. Im Laufe der Zeit war der benachbarte Alte Packhof zu klein geworden, so dass ein zweites Lagerhaus benötigt wurde. Das Armenhaus wurde daher geräumt und als Warenlager genutzt. Im Jahr 1817 begann man mit dem Bau eines neuen Packhauses. Die Grundsteinlegung erfolgte am 3. August 1817, dem 47. Geburtstag des preußischen Königs Friedrich Wilhelm III. Im Grundstein befand sich eine Inschriftenplatte, die am 2. April 1891 wiederentdeckt wurde. Dieses bereits als Neuer Packhof bezeichnete Gebäude blieb jedoch nur verhältnismäßig kurz bestehen.
Von 1832 bis 1836 wurde dann durch den Ratszimmermeister Schwarzlose ein neuer Bau errichtet. Dieser dreieinhalbgeschossige verputzte Neue Packhof bestand dann über mehr als einhundert Jahre und war ein für das Elbufer Magdeburgs prägendes Gebäude. Die elbseitige Fassade war 23-achsig ausgeführt. Es bestand ein flacher von einem breiten Dreiecksgiebel bekrönter fünfachsiger Mittelrisalit. Die links und rechts hiervon bestehenden neun Achsen waren jeweils nach drei Achsen horizontal mit einem Pilaster gegliedert. Auch die nördliche und südliche Giebelwand wurden von einem Dreiecksgiebel abgeschlossen. Der Neue Packhof war mit einem Satteldach bedeckt.
Während des Zweiten Weltkriegs wurde das Gebäude bei Luftangriffen schwer beschädigt. Die Ruine blieb jedoch zunächst zumindest bis 1949 bestehen. Die Außenmauern waren im südlichen Teil erhalten geblieben. Am Nordende bestand noch die Giebelwand. Die Ruine wurde dann allerdings nicht wieder aufgebaut, sondern abgerissen. Heute (Stand 2021) befindet sich dort eine zur Elbuferpromenade gehörende Grünanlage.